# Faularan (Bebonuk)
Faularan (Fau Laran)  ist ein Stadtteil der osttimoresischen Landeshauptstadt Dili. Er liegt im Suco Bebonuk (Verwaltungsamt Dom Aleixo, Gemeinde Dili).
Eine andere Bezeichnung für den Stadtteil ist Mate Lahotu. Zusammen mit Beto Timur, auf der anderen Seite des Rio Comoro, bildete es die 2017 aufgelöste Aldeia Mate Lahotu Beto Timur.

## Lage

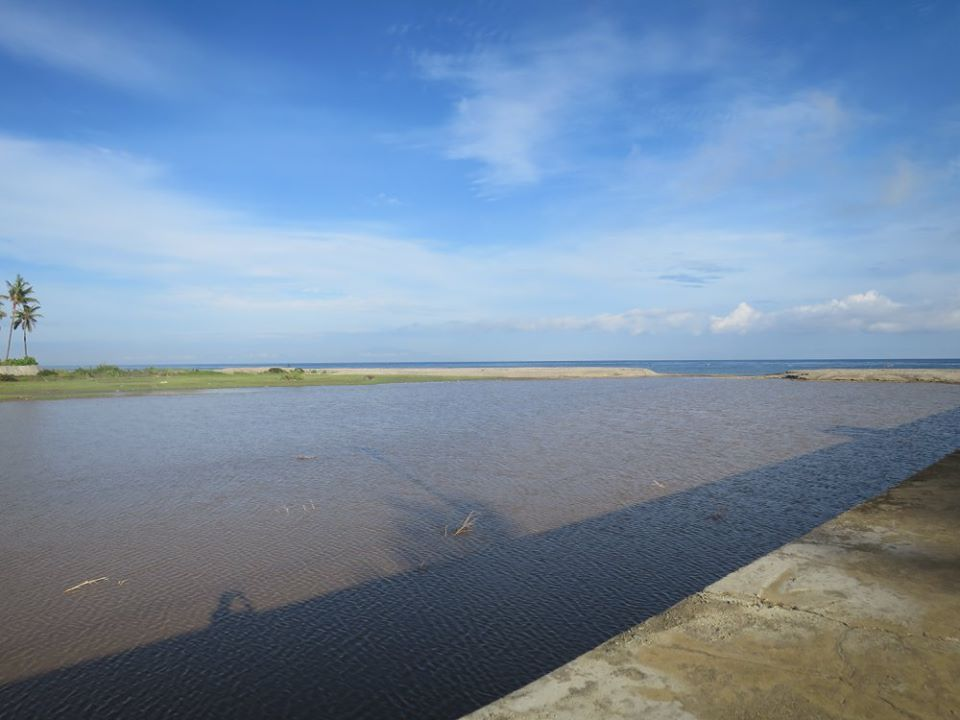
Der Rio Comoro in der Regenzeit

Faularan liegt im Westen der Aldeia Metin I, im Nordwesten des Sucos Bebonuk, am westlichen Ende der Bucht von Dili. Hier mündet der Rio Comoro ins Meer. Am gegenüberliegenden Ufer befindet sich der Suco Madohi. Der Fluss führt allerdings nur in der Regenzeit Wasser.